# Louis Petit de Julleville
Louis Petit de Julleville, né le 18 juillet 1841 à Paris où il est mort le 25 août 1900, est un érudit français, professeur de littérature à l'École normale supérieure et à la Sorbonne.

## Biographie
Ancien élève de l'École normale supérieure et de l'École française d'Athènes, Louis Petit de Julleville est agrégé des lettres en 1863. Le 19 décembre 1868, il soutient ses deux thèses de doctorat ès lettres à la Faculté de Paris. La première, en français, s'intéresse à l’École néoplatonicienne d'Athènes au IVe siècle après Jésus-Christ. La deuxième, en latin, se penche sur la manière employée par les poètes tragiques grecs pour décrire la Grèce. De 1873 à 1899, il participe à de nombreuses soutenances de thèses de doctorat en qualité de membre du jury. 
D'abord professeur de rhétorique aux lycées de Saint-Étienne (1863-1864) et Caen (1867) puis au collège Stanislas (1868), il fut professeur de littérature française à Université de Dijon en 1876, puis à l'École normale supérieure de Paris de 1879 à 1882. Il devint ensuite suppléant de Charles Lenient en 1882 à la Faculté des lettres de Paris et en 1889, il y fut professeur de langue et littérature française du Moyen Âge et d'histoire de la langue française.

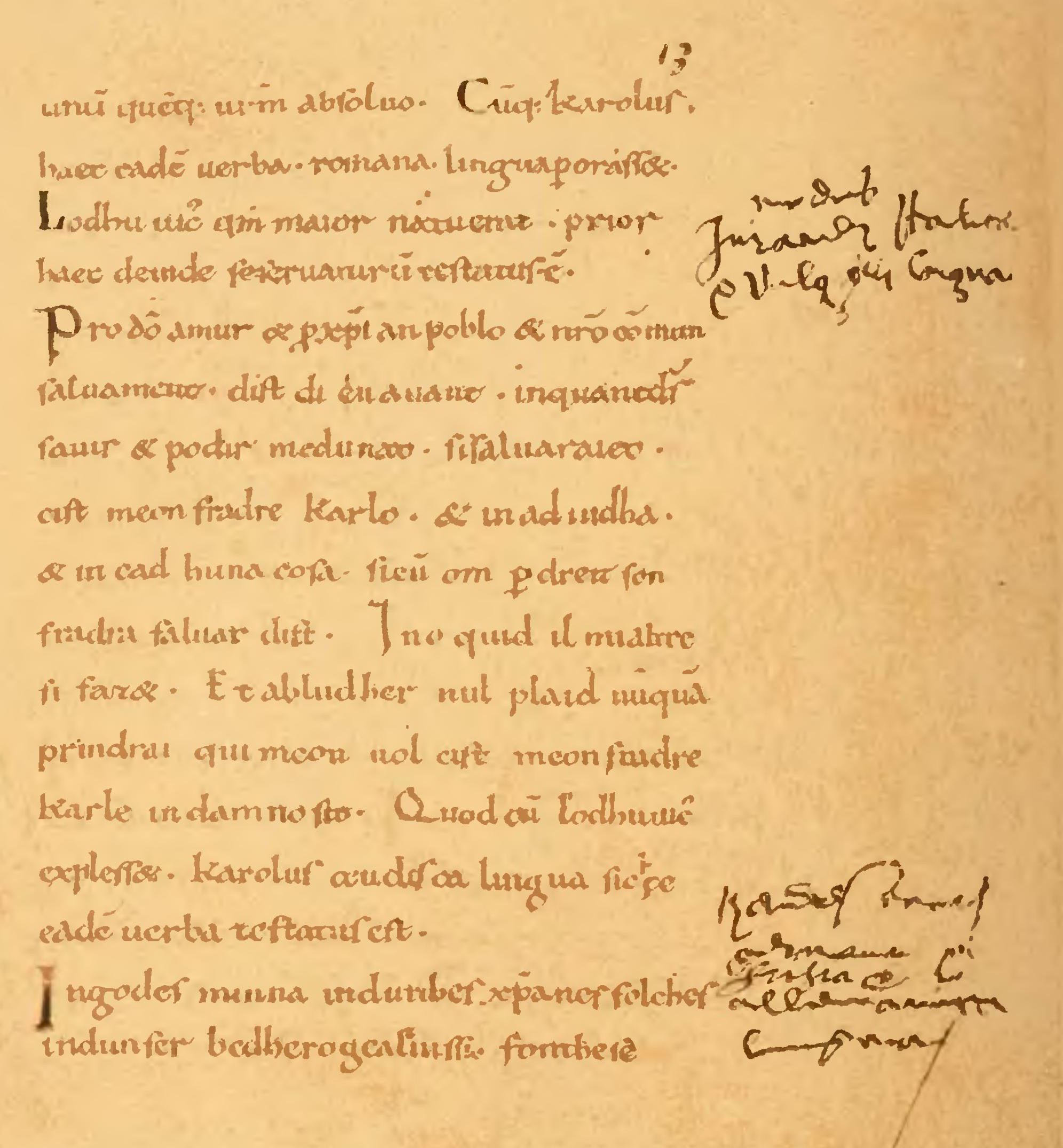
Petit de Julleville, Histoire de la langue et de la littérature française, vol. 1, 1896, p. 112.

Au début, il s'intéressa à la littérature de la Grèce antique et a l'histoire européenne, et seulement plus tard, à partir de 1880, il commença ses études approfondies sur la langue et sur le théâtre français.
Ses ouvrages sur l'histoire de la langue et de la littérature française ont été republiés à plusieurs reprises, en particulier Histoire du théâtre en France, qui est une reconstruction organique et savante du théâtre dramatique et comique français, qui a été complétée par un autre volume, intitulé Le théâtre en France, histoire de la littérature dramatique depuis ses Origines jusqu'à nos jours.
Louis Petit de Julleville a également été le coordinateur attentif et précis de l’ouvrage, en plusieurs volumes, l'Histoire de la langue et de la littérature française, qui a été réalisé par un groupe d'historiens et de critiques du théâtre, dont beaucoup avaient été ses élèves.
Il est le père du cardinal Pierre Petit de Julleville et le beau-père de l'historien Jean Guiraud (1866-1953).

## Distinctions
- Chevalier de la Légion d'honneur (décret du 13 juillet 1888)[6]

## Œuvres
Ses œuvres les plus importantes sont :
- L'école d'Athènes au IVe siècle après J.-C., 1868, thèse de doctorat ès lettres.
- Quomodo Graeciam tragici poetae graeci descripserint, 1868, thèse de doctorat ès lettres.
- Histoire grecque, 1875.
- Histoire de la Grèce sous la domination romaine, 1875, prix Thérouanne de l'Académie française.
- Histoire du théâtre en France, comprenant « Les Mystères », 2 volumes, 1880, prix Marcelin Guérin de l'Académie française en 1881.
- Les Comédiens en France au Moyen Âge, 1885, prix Marcelin Guérin de l'Académie française en 1886.
- La Comédie et les mœurs en France au Moyen Âge, 1886.
- Répertoire du théâtre comique en France au Moyen Âge, 1886.
- Le Théâtre en France, histoire de la littérature dramatique depuis ses origines jusqu'à nos jours, 1889.
- Histoire de la langue et de la littérature française (rédacteur en chef), 8 volumes, 1896-1900 :

1. Moyen âge (des origines à 1500), 1re partie : Gallica
2. Moyen âge (des origines à 1500), 2e partie : Gallica
3. XVIe siècle : Gallica
4. XVIIe siécle (1re partie : 1601-1660) : Gallica, Google Books
5. XVIIe siècle (2e partie : 1661-1700) : Google Books
6. XVIIIe siècle : Gallica, Kraus reprint (Gallica), Google Books, Google Books, Google Books
7. XIXe siècle. Période romantique (1800-1850) : Gallica
8. XIXe siècle. Période contemporaine (1850-1900) : Gallica

- Histoire de la littérature française, en deux volumes: I. Des origines à Corneille et II. De Corneille à nos jours; nombreuses éditions (la 16e, revue et mise à jour par Auguste Audollent, maître de conférences à l'Université de Clermont-Ferrand, date de 1905).
- Sainte Jeanne d'Arc, Gabalda, 1928.